# Franklin Delano Roosevelt
Franklin Delano Roosevelt (anglès: Franklin D. Roosevelt)  (Hyde Park i Nova York, 30 de gener de 1882 - Little White House, 12 d'abril de 1945) fou el 32è president dels Estats Units.
Membre del partit demòcrata, fou senador de l'Estat de Nova York (1901-1913) i secretari adjunt de la marina (1913-1920). Un atac de poliomielitis (1921) el deixà paralític de mig cos. Governador de l'estat de Nova York (1929-1932), enfrontà la depressió de 1929 amb mesures econòmiques intervencionistes. Elegit president dels Estats Units (1932), fou reelegit ininterrompudament fins a la seva mort.
Roosevelt guanyà les eleccions presidencials en quatre ocasions consecutives, causant un realineament polític anomenat el Sistema del Cinquè Partit. El seu ús agressiu del govern federal donà una nova empenta al Partit Demòcrata, que va crear una Coalició del New Deal que dominà la política estatunidenca fins a la fi de la dècada de 1960. Juntament amb la seva esposa Eleanor Roosevelt és un referent pel liberalisme americà. Els Conservadors van lluitar-hi vehementment en contra, però Roosevelt aguantà fins que intentà controlar el Tribunal Suprem el 1937. Després, la nova coalició conservadora aconseguí acabar amb l'expansió del New Deal i durant la guerra es cancel·laren programes d'ajut com el WPA o el Civilian Conservation Corps, argumentant que l'atur havia desaparegut.
Després de 1938, Roosevelt promogué el rearmament i allunyà el país de l'aïllacionisme, mentre que el món es llançava cap a la Segona Guerra Mundial. Donà un suport actiu a Winston Churchill i a l'esforç militar britànic abans que l'atac a Pearl Harbor fes entrar els americans a la guerra. Durant la guerra, Roosevelt treballà braç a braç amb Harry Hopkins, aportà un lideratge decisiu contra l'Alemanya nazi i convertí els Estats Units en el principal proveïdor d'armament i financer dels Aliats fins a la derrota d'Alemanya, Itàlia i Japó. Roosevelt liderà el país fins a esdevenir l'Arsenal de la Democràcia, fent que 16 milions d'americans ingressessin a les Forces Armades.
Al front intern, el seu mandat va veure una gran expansió de la indústria, l'assoliment de l'atur zero, la restauració de la prosperitat i l'obertura de noves oportunitats pels negres i les dones. Durant els seus mandats arribaren nous impostos que gravaren totes les classes, els controls de preus i el racionament, així com l'internament en camps de 120.000 japonesos als Estats Units, així com de milers d'americans d'origen italià i alemany. A mesura que els aliats aconseguien la victòria, Roosevelt tingué un paper crític en la creació del món de postguerra, particularment durant la Conferència de Ialta i la creació de les Nacions Unides.
L'administració de Roosevelt redefiní el liberalisme americà i realineà el Partit Demòcrata basat en la seva coalició del New Dew, i així va esdevenir una referència de grangers; minories racials, ètniques i religioses; intel·lectuals; els estats del Sud, la maquinària de les grans ciutats, i el rescat dels pobres i els treballadors.
Diferents estudiosos el consideren un dels sis presidents més importants dels Estats Units (juntament amb Lincoln i Washington).

## Biografia
Franklin Delano Roosevelt va néixer a Hyde Park, a la vall del riu Hudson, el 30 de gener de 1882. El seu pare era terratinent i vicepresident de la Delaware and Hudson Railway. El seu llinatge americà es remuntava a més de 200 anys, de quan Nova York encara s'anomenava Nieuw Amsterdam, i un dels seus avantpassats, Isaac Roosevelt, va ser membre de la convenció que ratificà la Constitució dels Estats Units el 1788.
La seva àvia paterna era cosina germana d'Elizabeth Kortright Monroe, esposa del 5è President dels Estats Units, James Monroe. La seva àvia materna, era descendent directe dels passatgers del Mayflower.
Roosevelt va créixer en una atmosfera de privilegis. La seva mare era possessiva, mentre que el seu pare era una figura vella i distant (en tenia 54 quan Franklin va néixer); sent la seva mare una influència dominant en la seva infància. Els viatges freqüents a Europa van fer que tingués una conversa fluida en francès i alemany.
Roosevelt assistí a la Groton School, una escola episcopaliana de Massachusetts, on va ser molt influenciat pel seu director, Endicott Peabody, que predicava el deure dels cristians a ajudar els desafortunats. Roosevelt continuà els seus estudis a Harvard, mentre que un cosí llunyà seu, Theodore Roosevelt esdevenia President. El 1902 conegué a la seva futura esposa, Anna Eleanor Roosevelt durant una recepció a la Casa Blanca. Es casaren dos anys després a Nova York, el 17 de març de 1905. Es matriculà a la Facultat de Dret de Columbia el 1905, però mai no s'arribà a graduar. El 1908 entrà a treballar a Carter Ledyard & Milburn, una prestigiosa firma de Wall Street.
El 1905 es casà amb la neboda del president Theodore Roosevelt, Eleanor Roosevelt, amb qui tingué sis fills. El 1918, la seva esposa descobrí que havia tingut una aventura extra-marital, motiu pel qual volgué divorciar-se. La mare de Roosevelt entrà en acció, a causa del fet que un divorci li arruïnaria la carrera política; i finalment s'arribà a una solució de compromís, segons la qual el matrimoni continuaria de portes enfora, però en realitat cadascun viuria la seva vida, etiquetant-se com un "matrimoni de conveniència". Franklin Roosevelt tindria diverses relacions més, entre elles amb la seva secretària Missy LeHand.

## Inicis de la Carrera Política – Secretari de la Marina
El 1910 va ser escollit pel districte de Hyde Park pel senat de Nova York, i quan Woodrow Wilson va ser escollit President el 1912, Roosevelt va assumir el càrrec de Secretari Assistent de la Marina. El 1914 es presentà pel Senat, però va perdre a les primàries.

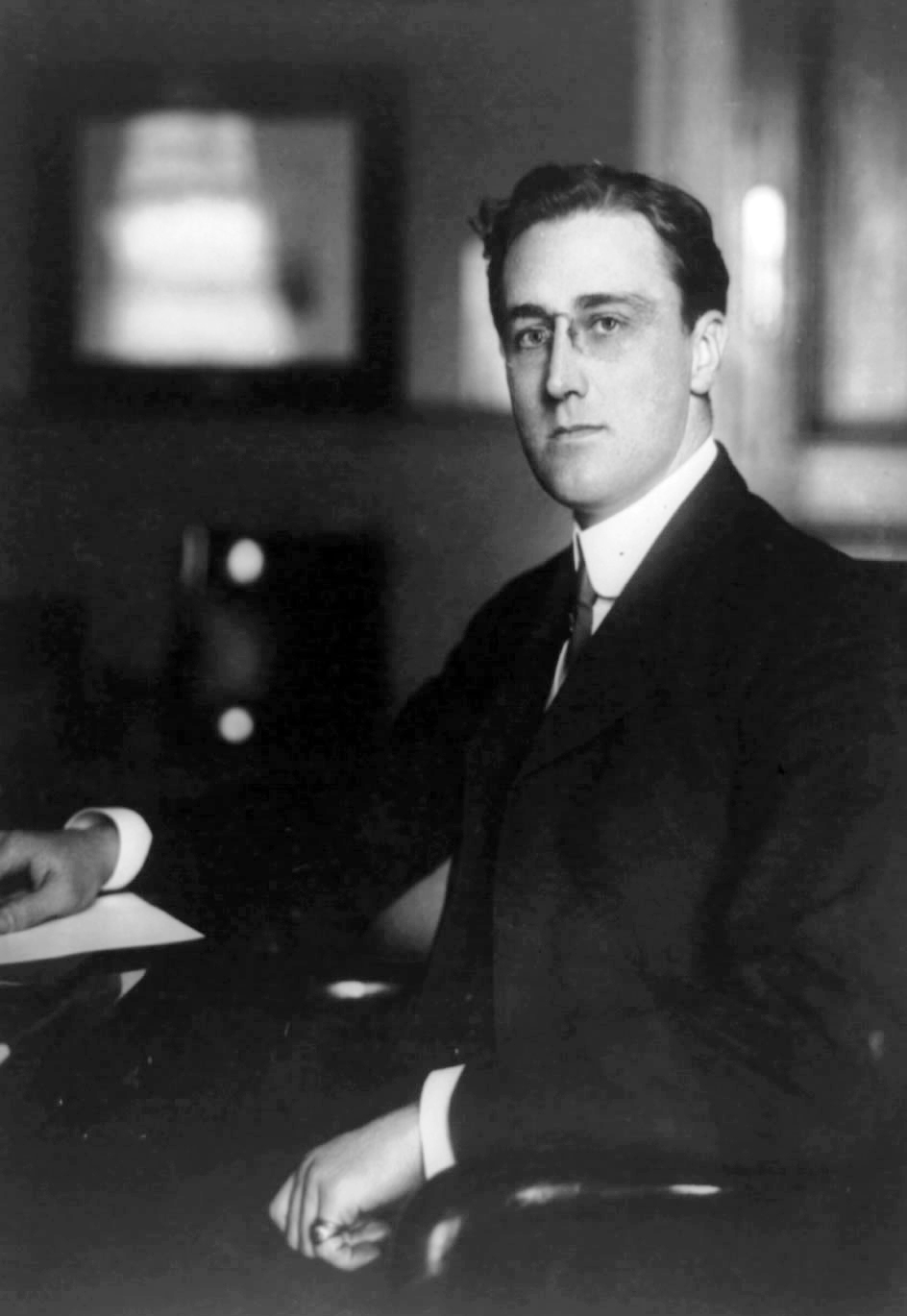
FDR com a Secretari Assistent de la Marina

Entre 1913-1917, davant de l'oposició dels pacifistes, es dedicà a expandir la Marina, fundant la Reserva de la Marina dels Estats Units per a tenir una font d'homes entrenats que poguessin ser mobilitzats en cas de guerra. En aquest període, la i els Marines van ser enviats per Wilson a intervenir en països d'Amèrica Central i del Carib, arribant el mateix Roosevelt a redactar la constitució que els Estats Units van imposar a Haití el 1915.
Quan el 1917 els Estats Units van entrar a la I Guerra Mundial, Roosevelt era el cap efectiu de la Marina, donat que el Secretari de la Marina, Josephus Daniels, havia estat nomenat exclusivament per motius polítics, convertint-se en una figura merament simbòlica. A partir d'aquest moment desenvolupà un afecte especial cap a la Marina, mostrant un gran talent administratiu i aprenent veloçment a negociar amb els líders del Congrés perquè li aprovessin els pressupostos i aconseguir una ràpida expansió de la Marina. Esdevingué un advocat entusiasta del submarí i entengué l'amenaça que eren els submarins aliats per a les naus aliades, arribant a proposar construir una barrera de mines antisubmarines a través del Mar del Nord, entre Noruega i Escòcia. El 1918, en el transcurs d'una visita a Gran Bretanya i a França per inspeccionar les instal·lacions navals americanes, conegué a Winston Churchill, llavors Primer Lord de l'Almirallat. Després de la desmobilització que seguí a la I Guerra Mundial, es negà a desmantellar totalment a la Marina.

### Campanya per a vicepresident
El 1920 la Convenció Nacional del Partit Demòcrata el va escollir com a candidat a la vicepresidència a les eleccions, però els demòcrates van perdre les eleccions i Roosevelt es retirà a la pràctica legal.

### La paràlisi

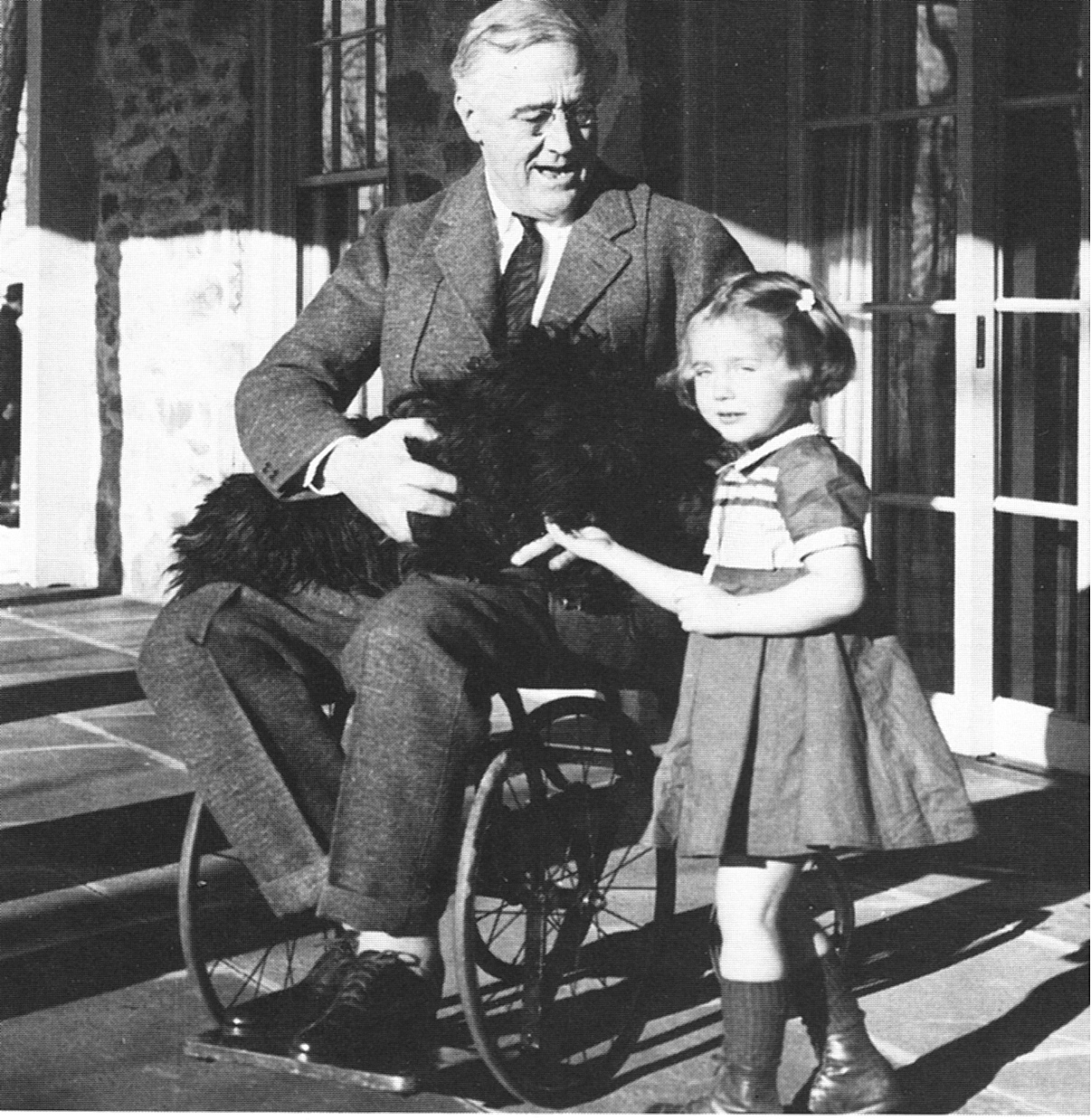
Una de les escasses fotografies de FDR en cadira de rodes

L'agost de 1921 es produeix un fet capital a la vida de FDR: cau malalt de poliomielitis (probablement contreta mentre nedava a les aigües fredes d'un llac). Arran d'això, queda paralitzat de cintura en avall. Si bé es recupera, a partir d'aquell moment ja no podrà tornar a caminar, quedant reclòs a una cadira de rodes (que es convertirà en una de les seves icones), tot i que mai no podrà acceptar aquest fet i provà moltes teràpies. En públic caminava amb les cames dins d'una estructura metàl·lica i recolzant-se en un bastó i amb l'ajuda d'algú. En privat anava amb la cadira de rodes. Tot i això, apareix assegut a la cadira de rodes a la seva estàtua al Franklin Delano Roosevelt Memorial de Washington, D.C.
El 2003, un nou estudi va concloure que la paràlisi de Roosevelt fos a causa de la síndrome de Guillain-Barré, i no pas de la poliomielitis.

## Governador de Nova York
El 1928 tornà a la política, sent elegit Governador per Nova York per un marge de només 25.000 vots sobre un total de 2,2 milions. Quan el Crack del 29 de Wall Street desembocà en la Gran Depressió, Roosevelt començà un sistema d'ajuts públics que acabaria sent el model per al New Deal. Seguint el consell del President Hoover demanà a l'Estat 20 milions de dòlars en fons per a ajuts, emprats principalment en el treball públic amb l'esperança d'estimular la demanda i crear feina. Segons ell, l'ajut als aturats "havia de realitzar-se pel Govern, no com una qüestió de caritat, sinó com una qüestió de deure social ". Si bé no en sabia pas gaire d'economia, va seguir el consell de catedràtics i treballadors socials, així com el de la seva pròpia esposa. Establí la primera agència estatal d'ajuts, i instà la legislatura per passar una pensió de jubilació i una d'assegurança per l'atur.
El punt feble de l'administració de Roosevelt era la corrupció evident de l'oficina electoral del Partit Demòcrata a la ciutat de Nova York, on l'alcalde, Jimmy Walter, era el titella del president demòcrata, John F. Curry. Roosevelt s'havia erigit com a opositor, però necessitava la voluntat de la maquinària electoral per a ser escollit el 1930 i per a una possible candidatura presidencial. En un inici, preferí que el governador de l'Estat no interferís al govern de la ciutat, però a mesura que les eleccions s'apropaven, Roosevelt ordenà una investigació judicial. Això desembocà en la dimissió de Walker i en la seva fugida a Europa per a evitar ser processat. Però el poder de l'oficina demòcrata no va quedar gaire afectat, i el 1930 Roosevelt va ser escollit per a un segon mandat, aquest cop amb un marge de més de 700.000 vots.

### Campanya Presidencial de 1932
La immensa popularitat de Roosevelt al major estat del país el feia el candidat obvi per a la nominació Demòcrata per a les eleccions presidencials de 1932. Al Smith, ex-cap de Roosevelt, també volia la candidatura, per a la qual cosa Roosevelt creà una coalició anti-Smith, aliant-se amb el magnat de la premsa William Randolph Hearst, amb el líder irlandès Joseph P. Kennedy i amb el líder texà John Nance Garner, que va resultar nominat com a vicepresident.
La campanya electoral es realitzà a l'ombra de la Gran Depressió. L'afer de la prohibició se solidificà amb el vot moll per a Roosevelt, que advertí que la revocació portaria les rentes de nous impostos. Durant la campanya, Roosevelt va dir que "Jo prometo, jo em prometo a un Nou Pacte (New Deal) pels Americans", creant un lema que posteriorment s'adoptaria pel seu programa legislatiu. Roosevelt no va ser una alternativa clara a la política de l'administració de Hoover, però no obstant va guanyar el 57% dels vots i guanyà a tots els estats llevat de 6. Durant el llarg interregne, Roosevelt es negà a les demandes de Hoover per a una reunió per proposar un programa conjunt per aturat l'espiral descendent.
Al febrer de 1933, un mecànic a l'atur anomenat Giuseppe Zangara li va disparar 5 cops durant un míting a Miami, assassinant l'alcalde de Chicago, Anton Cermak, i sense encertar cap tret a Roosevelt. Zangara, posteriorment executat, manifestà haver-li disparat perquè "els capitalistes havien mort la meva vida".

## Primer Mandat, 1933-1937
Quan Roosevelt va ser investit President al març de 1933, els treballadors dels Estats Units estaven travessant la pitjor depressió de la seva història: uns 13 milions de treballadors, un terç del total, es trobaven a l'atur. La seva producció industrial havia caigut a la meitat del nivell de 1929. A un país amb molt pocs serveis socials governamentals, milions de persones vivien al límit de la fam, i més de 2 milions no tenien llar. El sistema bancari semblava estar al límit del col·lapse. Hi havia episodis ocasionals de violència (la majoria d'observadors consideren remarcable que en una situació de col·lapse extrem del sistema capitalista no hi hagués un creixement d'altres sistemes com el socialisme, el comunisme o el feixisme, com havia succeït a Europa). En lloc d'adoptar solucions revolucionàries, els americans es van inclinar cap als Demòcrates i cap a un líder que havia crescut enmig d'una classe privilegiada.
Amb el seu discurs inaugural, Roosevelt començà culpant la crisi econòmica a banquers i financers, la recerca dels beneficis i les bases d'interès propi del capitalisme:
| « | Inicialment és a causa dels mandataris de l'intercanvi dels productes manufacturats que han fracassat per la seva obstinació i la seva incompetència, han admès el seu fracàs, i han abdicat. Les pràctiques dels canvistes de diners sense escrúpols segueixen al judici de l'opinió pública, rebutjats pels cors i ments de la gent. És veritat que ho han intentat, però els seus esforços han estat fets dins del patró d'una tradició caduca. Davant del fracàs del crèdit només han proposat deixar més diners. Despullats de l'afany de lucre per induir la nostra gent a seguir el seu fals lideratge, han recorregut a les exhortacions, demanant entre llàgrimes que se'ls torni la confiança... Els canvistes de diners han fugit dels seus alts seients del temple de la nostra civilització. Ara poden restaurar aquest temple a les veritats antigues. La mesura de la restauració descansa en el grau en què s'apliquen els valors socials més nobles del que el mer benefici monetari. | » |

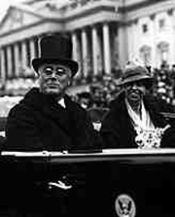
Els Roosevelt, el dia de la Presa de Possessió el 1933

El mateix Roosevelt tenia molt poques creences econòmiques sistemàtiques: ell veia la Depressió com una qüestió de confiança: la gent ha deixat de gastar, d'invertir i de contractar treballadors perquè té por. Com va dir al seu discurs d'investidura, l'única cosa que hem de témer és la mateixa por. No obstant això, va haver de restaurar la confiança mitjançant gestos dramàtics. Es creà la Corporació Federal del Dipòsit d'Assegurances (Federal Deposit Insurance Corporation) per garantir els fons dipositats per tots els bancs a la Reserva Federal, així com per prevenir fugues i fallides bancàries. Els discursos que feia a través de la ràdio, coneguts com els Discursos al costat de la llar de foc li van servir per presentar les seves propostes al públic americà.

### El Primer New Deal
Durant els primers 100 dies de la seva administració, Roosevelt va emprar el seu enorme prestigi i el sentit del desastre imminent per forçar una sèrie de projectes de llei al Congrés, establint i fundant diverses agències governamentals. Entre elles hi havia l'Administració d'Alleujament d'Emergències, que garantia fons als estats per a subsidis d'atur, l'Administració per al Progrés del Treball i el Cos de Conservació Civil, per fer que milions d'aturats treballessin en projectes locals, i l'Administració d'Ajust Agrícola, amb poders per a incrementar el preu de les granges i ajudar els grangers. Seguint aquestes mesures d'emergència va arribar l'Acta de Recuperació Industrial Nacional, que imposava una regulació de la indústria sense precedents, incloent-hi codis de pràctiques justes i un paper garantit pels sindicats, a canvi de rebutjar les lleis anti crèdits i de quantitats enormes d'ajut financer com a estímul de l'economia. Després vindria una de les majors peces d'empresa industrial estatal de la història americana, la Tennessee Valley Authority, que va construir preses i centrals elèctriques, inundacions controlades i agricultura controlada en algunes de les zones més pobres del país. La derogació de la Llei seca també estimulà l'economia, car eliminà una de les majors fonts de corrupció.
El 1934, el General retirat dels Marines Smedley Butler, que durant algun temps va ser un preeminent orador d'esquerra, informà que havia estat convidat per dirigents capitalistes a dirigir una marxa sobre Washington, per prendre el govern i ser dictador. Aquesta temptativa va passar a ser anomenada com el "complot dels empresaris".

### El Segon New Deal
Després de les eleccions al Congrés de 1934, que atorgà als Demòcrates una àmplia majoria en ambdues cambres, va aparèixer molta legislació referent al New Deal, dirigida per les tempestes de cervells de joves economistes i planificadors socials de la Casa Blanca, com Raymond Moley, Rexford Tugwell iAdolf Berle de la Universitat de Colúmbia, el fiscal Basil O'Connor i els economistes Bernard Baruch i Felix Frankfurter de Harvard. Aquestes mesures incloïen lleis per a regular el mercat borsari i preveure les pràctiques corruptes que havien portat a la caiguda de 1929; l'Acta de la Seguretat Social, que establia una seguretat social i prometia seguretat econòmica pels febles, els pobres i els malalts; i l'Acta Nacional de Relacions Laborals, que establia els drets dels treballadors a organitzar-se en sindicats per a entrar en la negociació col·lectiva i a prendre part en les vagues en suport de les seves demandes.
L'extensió segons la qual les grans aportacions que Roosevelt va aconseguir del congrés i va invertir en la indústria proveint-la d'un estímul fiscal suficient per a reflotar l'economia americana és també un motiu de discussió. L'economia ja es recobrava significativament durant el primer mandat, però va caure en recessió el 1937 i 1938 abans de tornar a reeixir el 1939. Mentre que el Producte Nacional Brut de 1940 va superar el de 1929, la taxa d'atur es mantenia sobre un 15%. Alguns economistes van dir que es tractava d'un atur estructural permanent. D'altres es lamentaven pels alts aranzels que alguns països havien imposat com a resposta per a la Depressió, si bé el comerç exterior no era llavors tan important per a l'economia americana com ho és avui.
L'economia va començar a créixer després de 1940 o 1941, però hi havia molts programes simultàniament en marxa, com una despesa massiva, un control de preus, campanyes de bons de guerra, controls sobre els materials rars, prohibicions sobre cases o cotxes nous, racionament... i l'allistament de 12 milions de soldats.

### Política estrangera 1933-1937
El refús de la Societat de Nacions el 1919 marcà el domini de l'aïllacionisme dels organismes mundials a la política estrangera americana. Tot i el fons wilsonià de Roosevelt, tant ell com el Secretari d'Estat Cordell Hull van actuar amb molta cura de no provocar els sentiments aillacionistes. El missatge de Roosevelt al món monetari a la conferència de 1933 va acabar efectivament amb qualsevol esforç de les potències mundials per col·laborar en acabar la depressió mundial, i van permetre a Roosevelt tenir les mans lliures en la política econòmica.
La principal iniciativa política del primer mandat de Roosevelt va ser la Política de Bons Veïns, que era una reavaluació de la política americana cap a Amèrica Llatina. Des de la Doctrina Monroe de 1823, aquesta zona havia estat observada com una zona d'influència estatunidenca. Les forces americanes es retiraven d'Haití, i nous tractats amb Cuba i Panamà acabaven els seus estatus com a protectorats dels Estats Units. Al desembre de 1933, Roosevelt signà la Convenció de Montevideo sobre els drets i deures dels estats, renunciant a intervenir unilateralment en els afers dels països llatinoamericans.

### Eleccions presidencials de 1936
A les eleccions presidencials de 1936, Roosevelt va fer campanya sobre els seus programes del New Deal contra el governador de Kansas, Alf Landon, el qual acceptava gran part del New Deal, però objectava que era hostil als negocis i involucrava massa despesa. Roosevelt i Garner van guanyar amb el 60,8% dels vots, guanyant a tots els estats llevat de Maine i Vermont. Els Demòcrates del New Deal van obtenir majories més grosses al Congrés. Roosevelt tenia el suport d'una coalició de votants que incloïen als demòcrates tradicionals del país, els petits grangers, el "Sòlid Sud", els Catòlics, les màquines electorals de les grans ciutats, els sindicats, els afroamericans, els jueus, els intel·lectuals i els polítics liberals. Aquesta coalició, sovint anomenada la Coalició del New Deal, va romandre intacta al Partit Demòcrata fins a la dècada de 1960.

## Segon Mandat, 1937-1941
La personalitat pública de Roosevelt va ajudar molt a restaurar la confiança de la nació. La seva ascendència també va preveure l'ascens del comunisme i del feixisme als Estats Units.
L'agenda del Segon Mandat incloïa una acta que creava l'Autoritat de l'Habitatge dels Estats Units (1937), una segona Acta d'Ajust Agrícola i l'Acta dels Estàndards de Bon Treball (1938), segons la qual es creava el salari mínim. Quan l'economia comença a tornar-se a deteriorar de nou vers la fi de 1937, Roosevelt respongué amb un agressiu programa d'estimulació, demanant al Congrés 5.000 milions de dòlars per a beneficència i per a programes de treball públic.
Amb la disminució del poder republicà al Congrés, la majoria conservadora del Tribunal Suprem va ser l'únic obstacle pels programes de Roosevelt. Durant 1935, el Tribunal sentencià que la National Recovery Act i que algunes parts de la legislació del New Deal eren inconstitucionals. La resposta de Roosevelt va ser proposar ampliar la Cort, per a la qual podria anomenar jutges més favorables al seu pla. Aquest pla era el primer esquema de Roosevelt per xocar amb una oposició seriosa, donat que semblava que anava a trastornar la separació de poders (un dels pilars de l'estructura constitucional americana). Finalment Roosevelt va haver d'abandonar el pla, però també el Tribunal Suprem es retirà de la confrontació amb l'administració en aprovar com a constitucionals l'Acta de Relacions Laborals i l'Acta de la Seguretat Social. A més, els retirs i defuncions del Tribunal Suprem van permetre a Roosevelt a nomenar als seus preferits pel càrrec. Entre 1937 i 1941 nomenà a 8 jutges pel tribunal, incloent-hi liberals com Felix Frankfurter, Hugo Black i William O. Douglas.

### Política estrangera 1937-1941

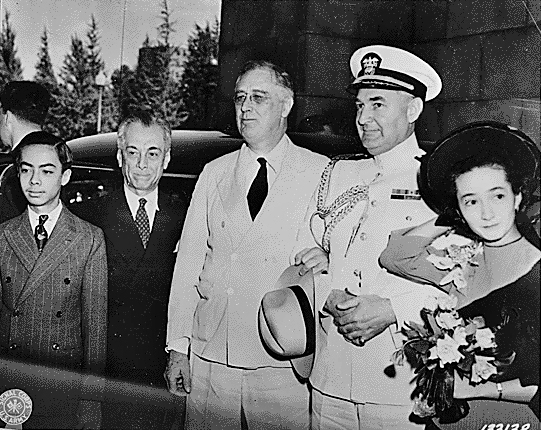
El President Roosevelt rep al President Manuel Quezon, 2n President de les Filipines a Washington DC.

L'ascens al poder d'Adolf Hitler a Alemanya revifà els temors a una nova conflagració mundial. El 1935, amb la invasió d'Abissínia per part d'Itàlia, el Congrés aprovà l'Acta de Neutralitat, prohibint l'embarcament d'armament des dels Estats Units a qualsevol nació combatent. Roosevelt s'oposà a l'acta que penalitzava les víctimes de l'agressió com Abissínia, i que restringia el seu dret com a President d'ajudar a països amics, però la signà. El 1937, el Congrés aprovà una nova acta encara més restrictiva, però quan començà la Guerra Sinojaponesa, Roosevelt trobà diversos mètodes per donar suport a la Xina, i avisà a Itàlia, a l'Alemanya i al Japó que estaven amenaçant la pau mundial i als Estats Units.
A l'octubre de 1937 va fer el Discurs de Quarantena, animant a contenir les nacions agressores. Proposava que els estats que es preparessin per a la guerra havien de ser tractats com una amenaça per a la salut i sotmetre'ls a "quarantena". Mentrestant, autoritzà un programa secret per construir submarins de llarg abast que poguessin bloquejar el Japó.
El 4 de setembre de 1938, al mig de la gran crisi a Europa que havia de culminar en l'Acord de Múnic, durant la descoberta d'una placa honorant l'amistat francoamericana, l'ambaixador americà William Bullit, amic personal de Roosevelt, afirmà que "els Estats Units i França estan junts en guerra i pau", deixant a l'especulació que si la guerra esclatava a Txecoslovàquia, llavors els Estats Units entrarien en guerra amb els aliats. Roosevelt negà aquesta interpretació de la intervenció de Bullit, afirmant el 9 de setembre que era "100% erroni" que els Estats Units s'unissin a "un bloc per aturar Hitler" sota qualsevol circumstància, i va deixar clar que en el cas d'una agressió alemanya contra Txecoslovàquia, els Estats Units restarien neutrals. Un cop Neville Chamberlain tornà a Londres procedent de la Conferència de Múnic, Roosevelt li envià un telegrama de 2 paraules, on es llegia "Bon Home", la qual cosa ha estat subjecte d'un gran debat, amb la majoria afirmant que era un telegrama de felicitació i una minoria oposant-se a aquesta interpretació.
Quan esclatà la Segona Guerra Mundial a Europa l'1 de setembre de 1939, Roosevelt intentà ajudar cada cop més França i el Regne Unit, i començà a mantenir una correspondència regular i secreta amb Winston Churchill, en què ambdós comentaven com rodejar les Actes de Neutralitat.
Al maig de 1940 Alemanya va atacar Dinamarca, Noruega, els Països Baixos, Bèlgica, Luxemburg i França i ocupà veloçment el país, deixant el Regne Unit molt vulnerable a un atac aeri alemany i a la seva posterior invasió. Roosevelt estava decidit a evitar-ho, i començà a girar l'opinió pública en favor d'ajudar la Gran Bretanya. Secretament ajudà un cos privat, el Comitè de Defensa d'Amèrica mitjançant l'Ajut als Aliats, per al qual nomenà 2 republicans antiaïllacionistes, Henry L. Stimson com a Secretari de Guerra i Frank Knox com a Secretari de la Marina. La caiguda de París sorprengué l'opinió pública americana, i el sentiment aïllacionista va decaure. A l'agost, Roosevelt desafià obertament les Actes de Neutralitat amb l'Acord de Bases per Destructors, que donà 50 destructors al Regne Unit i al Canadà a canvi dels drets de les bases britàniques a les illes del Carib. Això va ser un precursor dels Acords del Préstec-Arrendament de març de 1941, amb què començà l'ajut militar i econòmic directe al Regne Unit i els Estats Units es convertien en l'"Arsenal de la Democràcia".

### El discurs de les quatre llibertats

Bandera de les quatre llibertats, coneguda també com a bandera d'honor de l'ONU

El gener de 1941 Roosevelt pronuncià el conegut com a discurs de les quatre llibertats, com a fonament de l'actuació de la política democràtica en tot el món i, per tant, com a justificació de la política internacional dels Estats Units d'aleshores endavant. En concret, les quatre llibertats exposades per Roosevelt foren:
- Llibertat d'expressió (Freedom of speech and expression)
- Llibertat de culte (Freedom of worship)
- Llibertat de viure sense misèria (Freedom from want)
- Llibertat de viure sense por (Freedom from fear)

Les quatre llibertats foren incorporades com a principis inspiradors en el procés de formació de l'Organització de les Nacions Unides, creades finalment l'octubre de 1945. De fet, l'anomenada bandera de les quatre llibertats fou proposada com a bandera de la nova organització, i actualment ha romàs com a bandera d'honor.

### El pas a la guerra
A les eleccions del Congrés del 1938, els Republicans van recuperar una mica de terreny en ambdues cambres. La Campanya de Roosevelt per a reemplaçar senadors demòcrates conservadors per d'altres més d'acord amb l'administració va ser derrotada. Això va augmentar les especulacions de què Roosevelt es retiraria el 1940 (cap altre president ho havia estat per 3 mandats, seguint un precedent assentat per George Washington). El 1940, no obstant això, amb una situació internacional cada cop més amenaçadora, Roosevelt decidí que només ell podria liderar al país durant la crisi. Els Republicans van afirmar que això només era una prova de què cada cop era més arrogant. No obstant això, la seva popularitat personal li va permetre guanyar el 1940 amb un 55% dels vots i amb 38 dels 48 estats, derrotant a l'advocat d'Indiana Wendell Willkie. Un pas del progressiu gir a l'esquerra governamental va ser nomenar com a vicepresident a Henry A. Wallace.

## El tercer mandat 1941-1945
El tercer mandat de Roosevelt va estar dominat per la Segona Guerra Mundial, primer a Europa i després al Pacífic. Tot i el seu sentiment anti-bel·licista, Roosevelt començà un rearmament el 1938. El 1940 ja era capaç de reequipar tot l'Exèrcit i la Marina dels Estats Units i, parcialment, ser l'"arsenal de la democràcia", donant suport a la lluita del Regne Unit, França, Xina i (després de juny de 1941), a la Unió Soviètica. Des de 1939, l'atur va caure ràpidament a mesura que els aturats s'allistaven a les Forces Armades o trobaven feina a les fàbriques d'armament. El 1941 hi va haver un creixement de les grans manufactures del sud del país, accelerant la gran migració dels treballadors negres dels estats del sud.

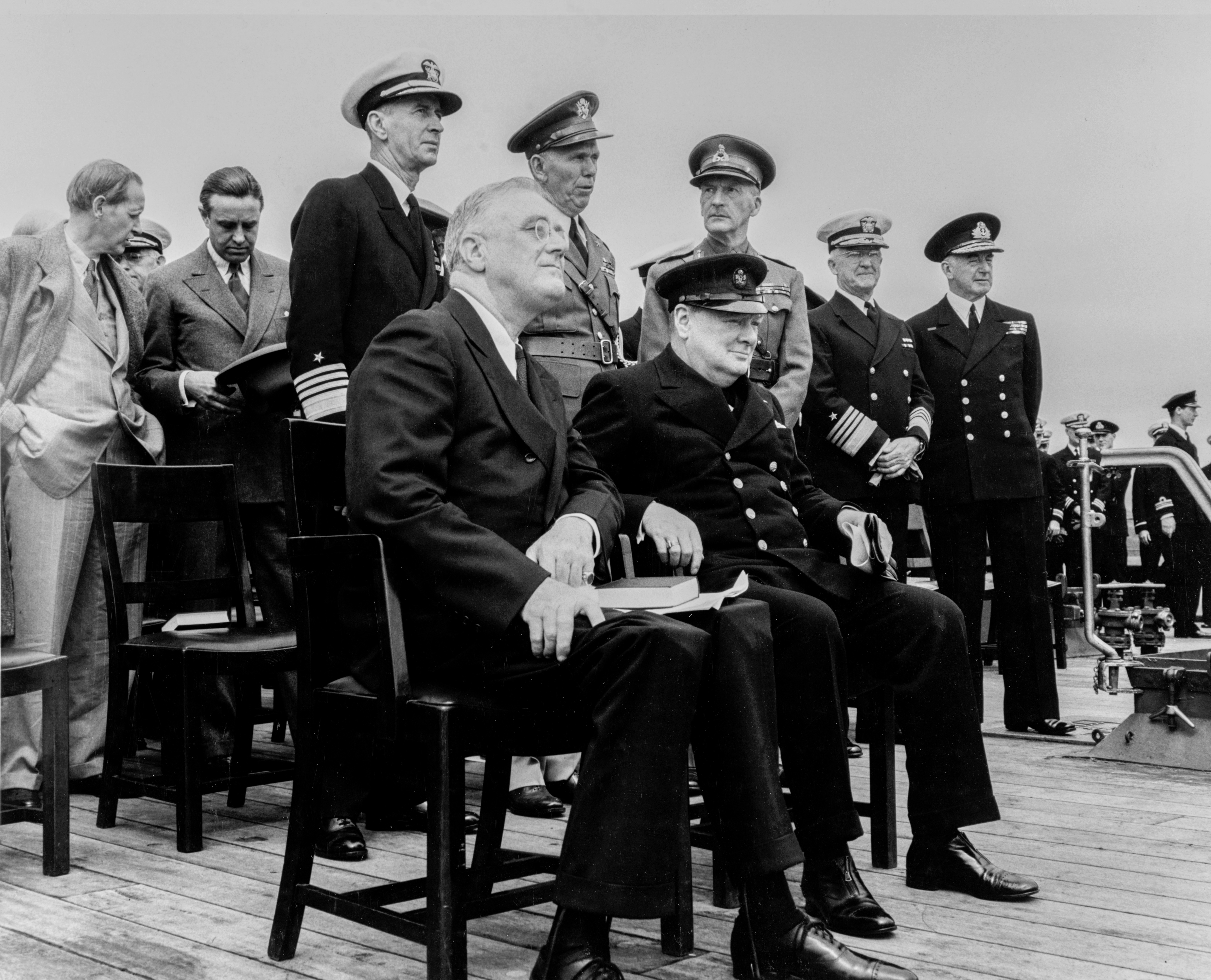
Roosevelt and Winston Churchill al HMS Prince of Wales a Argentia, Newfoundland, durant la seva trobada secreta al 1941 per desenvolupar la Carta de l'Atlàntic

Roosevelt va seguir els consells de Harry Hopkins sobre política exterior. Va buscar noves fórmules per ajudar la Gran Bretanya, els recursos financers de la qual estaven esgotats a la fi de l'any 1940. El sentiment aïllacionista s'esvaïa del Congrés, i aprovà l'Acta de Préstec-Arrendament al març de 1941, que permet als Estats Units deixar grans quantitats de material bèl·lic a canvi de l'arrendament de les bases navals britàniques a l'hemisferi occidental. En contrast a la I Guerra Mundial, no hi hauria repagament després de la guerra. El Regne Unit accedí a desmantellar el tracte preferencial que mantenia a les exportacions americanes fora de l'imperi Britànic. Roosevelt, qui durant tota la seva vida va ser un defensor del comerç lliure i un antiimperialisme, tenia com un dels seus objectius acabar amb el colonialisme europeu. Roosevelt forjà una relació personal propera amb Churchill, el Primer Ministre britànic des de maig de 1940. Quan Alemanya envaí la Unió Soviètica al juny de 1941, Roosevelt va estendre el "Préstec-Arrendament" als soviètics. El 1941, Roosevelt acordà que la Marina americana escortaria als combois fins a Islàndia, i l'11 de setembre del mateix any, després de l'atac d'un submarí alemany al destructor USS Greer, que dispararien a les naus alemanyes que els ataquessin en zona americana.
Roosevelt es reuní amb Churchill del 14 d'agost de 1941 per desenvolupar el Capítol de l'Atlàntic, en la que seria la primera de diverses conferències que mantindrien plegats durant la guerra.

### Pearl Harbor
Article principal: Atac a Pearl Harbor i Europa primer

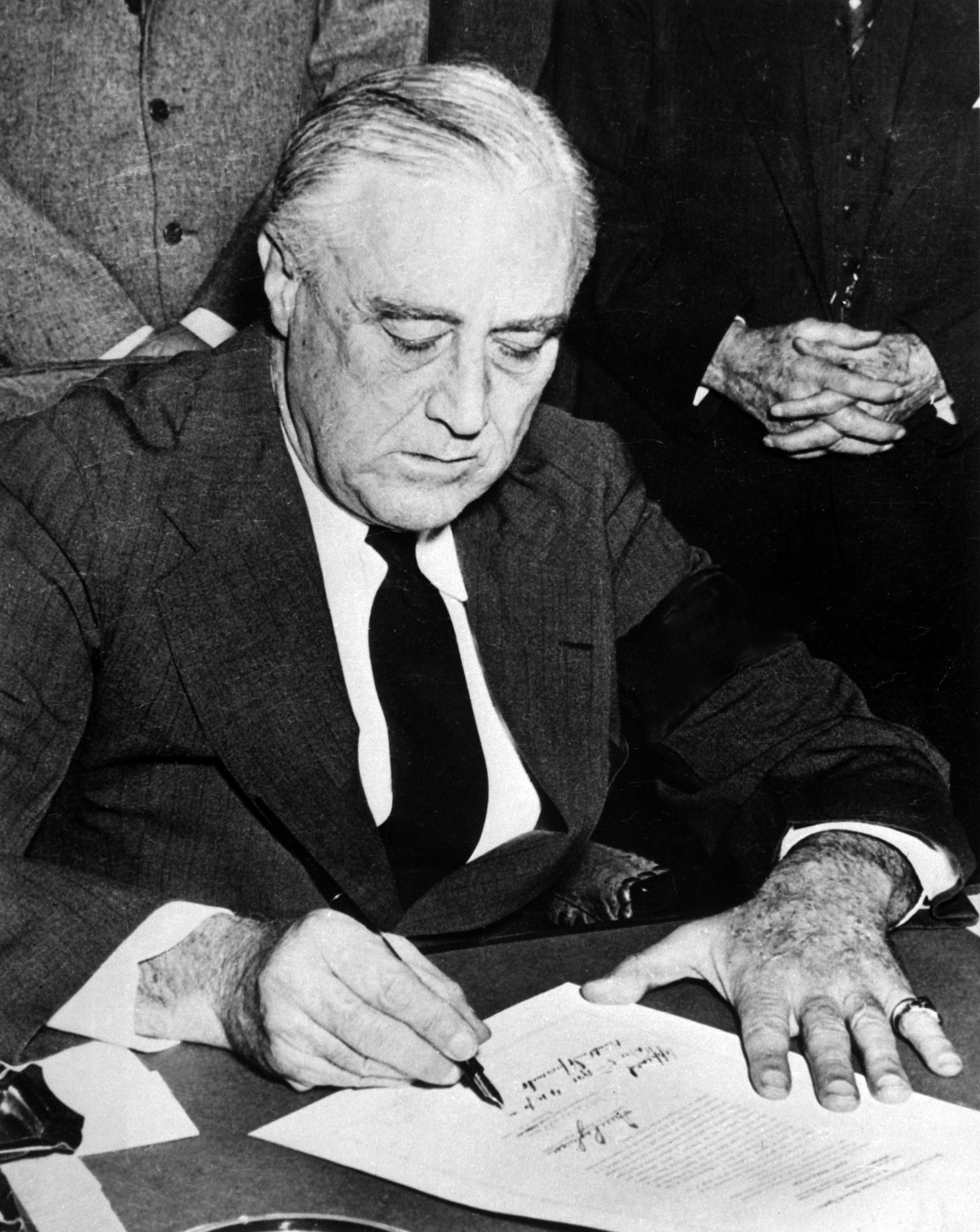
Roosevelt signa la declaració de guerra contra el Japó

Roosevelt estava menys disposat a involucrar els Estats Units a la guerra que es desenvolupava a l'Extrem Orient, on Japó havia ocupat la Indoxina francesa a partir del 7 de febrer del 1941. Va autoritzar a incrementar l'ajut a la Xina i, al juliol de 1941, va restringir les vendes de petroli i d'altres materials estratègics al Japó, alhora que continuava amb les negociacions amb el govern japonès per tal d'evitar la guerra. Durant 1941, els japonesos planejaven el seu atac contra les potències occidentals, inclosos els Estats Units, mentre que seguien amb les negociacions a Washington. Els taurons de l'administració, dirigits per Stimson i pel Secretari del Tresor Henry Morgenthau, eren favorables a una política de resistència cap al Japó, però Roosevelt, emocionalment involucrat amb la guerra europea, rebutjava creure que el Japó pogués atacar als Estats Units i era favorable a deixar que prosseguissin les negociacions. L'ambaixador americà a Tòquio, Joseph C. Grew, va advertir sobre els plans d'atacar la base de la flota del Pacífic a Pearl Harbor, advertències que van ser ignorades pel Departament d'Estat.
El 7 de desembre de 1941, els japonesos van atacar Pearl Harbor, danyant-la en gran manera i matant a prop de 3.000 membres de la dotació. Els comandants de la base, almirall Husband E. Kimmel i General Walter Short van ser agafats totalment per sorpresa, convertint-se en els caps de turc del desastre, si bé l'error provenia del Departament de Guerra a Washington, que des d'agost de 1940 havia estat incapaç de desxifrar el codi diplomàtic, fet que els hauria donat un gran avís de la imminència de l'atac (si no bé la seva data exacta). En investigacions posteriors, el Departament de Guerra es defensà afirmant que, si no havia alertat als comandants a Hawaii, era perquè els analistes no creien que els japonesos poguessin tenir la gosadia d'atacar als Estats Units.
Entre els revisionistes de postguerra és una tesi comuna afirmar que Roosevelt era conscient dels plans japonesos, però que no va fer res perquè així els Estats Units es llancessin a la guerra com a resposta per a l'agressió. No hi ha proves concretes que suportin aquesta teoria: els teòrics de la conspiració citen un document anomenat el Memorandum McCollum, escrit per un oficial d'intel·ligència naval el 1940 i desclassificat el 1994, com a prova de què l'administració Roosevelt buscava activament entrar en guerra contra el Japó. No s'ha pogut provar, però que Roosevelt o el seu gabinet coneguessin aquest document o que estiguessin al corrent dels seus arguments. No obstant cap historiador refutat accepta aquesta teoria, si bé ha estat repetidament promoguda als mitjans.
El fet és que, quan el gabinet es reuní el 5 de febrer, els seus membres no eren pas conscients de l'imminent atac. El gabinet discutí sobre l'informe d'intel·ligència que provava que el Japó s'estava mobilitzant per a la guerra. El Secretari de la Marina Knox afirmà que els missatges descodificats mostraven que la flota japonesa es trobava al mar, però que ell era de l'opinió de què navegava cap al sud per atacar la flota britànica a Malàisia i Singapur, així com per atacar els pous de petroli de les Índies Orientals Holandeses. Roosevelt i la resta del gabinet van acceptar aquesta opinió. Havien interceptat missatges japonesos suggerint un atac sobre Pearl Harbor, però retards en la traducció i en la transmissió a través de la ineficaç burocràcia del Departament de Defensa van fer que el gabinet no estigués alertat sobre la possibilitat de l'atac. Tots els contemporanis van descriure que tant Roosevelt com Hull i Stimson es van quedar molt sorpresos i ultratjats quan els van arribar notícies de l'atac. Va ser en aquest moment quan Roosevelt pronuncià el seu famós Discurs de la Infàmia.
Els japonesos van agafar avantatge de la destrucció preventiva de la major part de la Flota del Pacífic per a ocupar ràpidament les Filipines i totes les colònies britàniques i holandeses al sud-est asiàtic, conquerint Singapur al febrer de 1942 i introduint-se per Birmània cap a les fronteres de l'Índia britànica al maig, tallant la ruta de subministraments cap a la Xina. L'aïllacionisme s'esvaí ràpidament del país, i tots s'uniren darrere de Roosevelt com a líder en temps de guerra. Tot i la ira que travessà els Estats Units després de Pearl Harbor, Roosevelt decidí des del principi que la prioritat havia de ser derrotar l'Alemanya Nazi. Alemanya seguí el joc de Roosevelt quan l'11 de desembre declarà la guerra als Estats Units, la qual cosa eliminà qualsevol oposició a la idea de "colpejar primer a Hitler". Roosevelt es reuní amb Churchill al desembre i planificaren una aliança entre els Estats Units, la Gran Bretanya i la Unió Soviètica, objectius dels quals serien, primer, aturar l'avanç alemany a la Unió Soviètica i al nord d'Àfrica; segon, llançar una invasió a l'Europa Occidental per tal d'esclafar l'Alemanya Nazi en dos fronts i, en tercer lloc, derrotar el Japó.
Si bé segons la Constitució Roosevelt era el Comandant en Cap de les Forces Armades, no havia portat mai uniforme i no va interferir mai en qüestions operatives militars, igual que feia Churchill. Confià totalment en el Cap de l'Estat Major de l'Exèrcit, General George Marshall i en el posteriorment nomenat Comandant Suprem d'Europa, General Dwight Eisenhower, deixant pràcticament totes les decisions estratègiques i tàctiques sobre ells dins d'un ampli marc per a la conducció de la guerra que decidia el gabinet d'acord amb les altres potències aliades. Confià molt menys en el seu Comandant del Pacífic, General Douglas MacArthur, de qui sospitava que volia presentar-se com a candidat a la Presidència contra ell. Però com que la Guerra del Pacífic va ser bàsicament una guerra naval, aquest fet no va importar gaire. Donat el seu interès en la Marina, Roosevelt tendia a intervenir més en els afers navals, però els comandants suprems, com els almiralls Ernest King o Chester Nimitz al Pacífic, o Alan Kirk a l'Atlàntic van gaudir de la seva completa confiança.

### L'internament dels japonesos-americans
Després de l'inici de les hostilitats al Pacífic, Roosevelt internà a unes 120.000 persones d'origen japonès (o descendent de japonesos), habitants de Califòrnia, dos terços de les quals eren nascudes als Estats Units, a causa de problemes de seguretat. La pressió venia del Governador de Califòrnia, Culbert Olson, dels diaris de Hearst i del General John L. Dewitt, comandant de Califòrnia, l'actitud del qual es resumia en la màxima un japo és un japo. Entre els que s'oposaven a aquesta resolució estaven el Secretari d'Interior Harold L. Ickes, el Fiscal General Francis Biddle i el director del FBI, Edgar Hoover, que afirmaven que no hi havia proves que els japo-americans estiguessin involucrats en casos d'espionatge o sabotatge.
El 7 de febrer de 1942, el Fiscal General Biddle es reuní amb Roosevelt per a fer-li patent les objeccions del departament de justícia cap a la proposta. Llavors, Roosevelt ordenà un pla per a evacuar als japonesos de Califòrnia en cas d'atacs aeris o de desembarcaments, però no en cap altre cas. Però l'11 de febrer, es reuní amb el Secretari de Guerra Stimson, qui el va persuadir d'aprovar una evacuació immediata. Hi havia proves d'espionatge previ a l'atac a Pearl Harbor, així com codis desxifrats de missatges enviats al Japó des d'agents a Nord-amèrica i Hawaii. Aquests cables MAGIC van ser mantinguts en secret, no fos cas que els japonesos ho descobrissin i modifiquessin el codi. Tanmateix, Roosevelt volia que 140.000 japo-americans de Hawaii fossin deportats al continent, però les autoritats locals (fins i tot l'Exèrcit) van objectar que eren indispensables per a l'economia de l'arxipèlag, per la qual cosa es va abandonar el pla. Els japo-americans van continuar servint a les Forces Armades, però no van ser enviats al teatre del Pacífic (el 442è Regiment va ser compost pràcticament per interns japoamericans i és una de les unitats més condecorades de la història militar dels Estats Units).
El 19 de febrer Franklin D. Roosevelt signa el decret que permet a les forces armades nord-americanes crear camps de concentració per a internar als japonesos americans. Les condicions als camps (a Idaho, Wyoming, Utah i Colorado) eren tolerables en la seva major part, però el ressentiment natural pel fet d'haver estat detinguts va fer que hi hagués disturbis, per la qual cosa unes 15.000 persones van ser internades al centre d'alta seguretat creat vora del Llac Tule, a Califòrnia. El 1944, el Tribunal Suprem legalitzà l'ordre executiva, que seguí en vigència fins a desembre del mateix any. En canvi, no es va produir un internament massiu de germano-americans o italo-americans: d'uns 60 milions d'americans d'origen germànic, només uns 11.000 van ser internats als camps (tots ells nadius americans); i uns 4.000 alemanys residents als Estats Units van ser deportats des de països de l'Amèrica Central als Estats Units perquè fossin internats als camps, a causa del fet que els Estats Units temien que aquests països es convertissin en un viver d'espies.
El Secretari de l'Interior Icles intentà influir sobre Roosevelt cap al 1944 per alliberar els interns japo-americans, però Roosevelt no va fer res fins que van passar les eleccions presidencials de novembre: una campanya a favor dels drets civils dels japo-americans hagués significat una confrontació amb demòcrates influents, amb l'exèrcit i amb el grup de premsa Hearst, posant en perill les oportunitats de guanyar a Califòrnia el 1944. Els seus crítics l'acusen de què estava motivat pel racisme: el 1925 havia escrit sobre la immigració japonesa: "els californians s'han queixat de què els immigrants japonesos no són capaços d'integrar-se dins de la població americana... qui hagi viatjat per l'est asiàtic sap que la barreja de la sang asiàtica amb l'europea o l'americana produeix, en 9 casos de cada 10, resultats desafortunats". Però quan activà el 442a RCT l'1 de febrer de 1943 va dir que "a cap ciutadà lleial dels Estats Units li hauria de ser negat el seu dret democràtic a exercir la seva responsabilitat sobre la ciutadania, tot i els seus orígens. El principi segons el qual aquest país es fundà i pel qual sempre ha estat governat és que l'americanisme és una qüestió de la ment i del cor: l'americanisme no és, ni ho va ser mai, una qüestió racial o ancestral".

### Drets civils i refugiats
Les actituds de Roosevelt cap a la raça també han estat examinades pel servei a les forces armades dels negres. El Partit Demòcrata, llavors, estava dominat per gent del sud que s'oposava a qualsevol demanda d'igualtat racial. Durant els anys del New Deal hi va haver conflictes sobre quants negres eren elegibles pels diversos programes de beneficència governamental. Normalment, els joves idealistes que dirigien aquests projectes intentaven que els beneficis arribessin a tots. Els governadors i congressistes del sud volien complaure a Roosevelt, però alhora volien mantenir la segregació. L'Administració del Progrés del Treball i el Cos de Conservació Civil, per exemple, segregaven als seus treballadors per raça, després que els governadors del sud es queixessin de què aturats blancs estaven sent reclamats per treballar al costat de negres. L'actitud racial de Roosevelt era convencional per a la seva classe i pel seu temps: no era un racista visceral, però acceptava l'estereotip comú cap als negres (cap als quals realment tenia poc contacte). Va fer ben poc per avançar cap als drets civils, tot i que a instàncies de la seva dona, Eleanor, i de membres liberals del seu gabinet, com Frances Perkins.
Roosevelt explica el seu rebuig a donar suport la legislació anti-linxament a una xerrada amb Walter White al NAACP: "Jo no escullo les eines amb què haig de treballar. Quan he pogut triar, ho he fet amb eines de tota mena. Però he hagut d'aconseguir que la Legislació fos aprovada pel Congrés per salvar Amèrica. Els del Sud, per motius d'antiguitat al Congrés, són Presidents o ocupen llocs estratègics tant al Senat com als Comitès. Si ara anés amb la llei anti-linxament, bloquejarien qualsevol cosa que presentés al Congrés per salvar Amèrica del col·lapse. Per això no puc prendre aquest risc".
La guerra portà la qüestió racial al front. L'Exèrcit i la Marina havien estat segregacionistes fins a la Guerra Civil: els negres de l'Exèrcit només servien en llocs de servei o de rereguarda, mentre que la Marina i els Marines eren pràcticament tots blancs. Tot i que ni el Secretari de la Guerra, Henry Stimson, ni el Secretari de la Marina, Frank Knox, eren sudistes (fins i tot Stimson provenia d'una família abolicionista de Nova York) sabien que el cos d'oficials d'ambdues armes incloïen a molts homes del sud, i temien problemes o fins i tot motins si s'imposava la integració a les Forces Armades. "Les tropes de color ho fan molt bé sota oficials blancs", va dir Stimson, "però cada cop que intentem aixecar-nos una mica més enllà d'on poden anar, ve el desastre i la confusió".
Però el 1940 els negres havien traspassat el seu vot dels Republicans als Demòcrates, i els líders negres com Walter White del NACCP i Arnold Hill de la Lliga Urbana eren part de la coalició de Roosevelt. Al junt de 1941, després de la petició de Philip Randolph, el principal líder sindical negre, Roosevelt signà una ordre executiva establint la Comissió de la Bona Pràctica de Treball, i prohibint la discriminació en qualsevol agència governamental, incloent-hi les Forces Armades; però a la pràctica, tots els serveis, particularment l'Armada i els Marines, van trobar maneres per a eludir l'ordre (el Cos de Marines va seguir sent íntegrament blanc fins al 1943). El setembre del 1942, amb instigació d'Eleanor, Roosevelt es reuní amb una delegació de líders negres que demanaven una integració completa a les Forces Armades, incloent-hi el dret de servir en llocs de combat i a l'Armada, al Cos de Marines i a la Força Aèria. Roosevelt, amb el seu habitual desig de complaure a tothom, va accedir, però després no va fer res per complir la seva promesa, i va haver de ser el seu successor, Harry Truman qui eliminés totalment la segregació racial de les Forces Armades.
Les complexes actituds de Roosevelt cap als jueus també eren ambivalents. La seva mare compartia les actituds convencionals antisemítiques, comunes entre els americans quan els jueus immigrants s'integraven als Estats Units i els seus fills avançaven ràpidament cap a les classes altes i empresarials, alarmant als que ja estaven allà. Roosevelt aparentment tenia algunes de les actituds de la seva mare, i de vegades les expressava en privat. Paradoxalment, alguns dels seus associats polítics més propers eren jueus, com Felix Frankfurter, Bernard Baruch o Samuel I. Rosenman, i van promoure el vot jueu a la ciutat de Nova York. Nomenà a Henry Morgenthau, Jr com el primer Secretari del Tresor jueu, i nomenà a Felix Frankfurter pel Tribunal Suprem.
Durant el primer mandat, Roosevelt condemnà la persecució hitleriana dels jueus alemanys, però també afirmà que no era un afer governamental i rebutjà fer qualsevol comentari públic. Mentre que a partir de 1937 s'incrementava l'èxode jueu des d'Alemanya, les organitzacions i els congressistes jueus van demanar a Roosevelt que els permetés establir-se als Estats Units. En un inici va suggerir que haurien de ser assentats en qualsevol altre lloc, com Venezuela, Etiòpia o l'Àfrica Occidental... qualsevol lloc llevat dels Estats Units. Morgenthau, Ickes i Eleanor el van pressionar perquè adoptés una política més generosa, però temia provocar als aïllacionistes (com l'aviador Charles Lindbergh, qui havia explotat l'antisemitisme per atacar les polítiques de Roosevelt). A la pràctica, molt pocs refugiats jueus van anar cap als Estats Units.
El 1942, quan ja era conscient de l'extermini jueu rebutjà permetre qualsevol intent sistemàtic de rescatar als jueus europeus refugiats i portar-los cap als Estats Units. Al maig de 1943 va escriure a Cordell Hull (la seva esposa era jueva) "No crec que puguem fer res més que seguir estrictament amb les actuals lleis d'immigració". El gener de 1933 Motgenthau va tenir èxit en persuadir-lo que es creés una Agència de Refugiats de Guerra al Departament del Tresor. Això va permetre que s'incrementés el nombre de jueus refugiats immigrants als Estats Units entre 1944 i 1945. En aquest moment, però la major part de les comunitats jueves europees ja havia estat assassinada a l'Holocaust.
En qualsevol cas, després de 1943, el focus de les aspiracions jueves va modificar, i en lloc d'emigrar cap als Estats Units provà d'instal·lar-se a Palestina, on el moviment sionista anhelava crear un estat jueu a Palestina. Quan es va reunir amb el rei Ibn Saud de l'Aràbia Saudita al febrer de 1945 li assegurà que no hi hauria un estat jueu a Palestina.

### Estratègia i diplomàcia

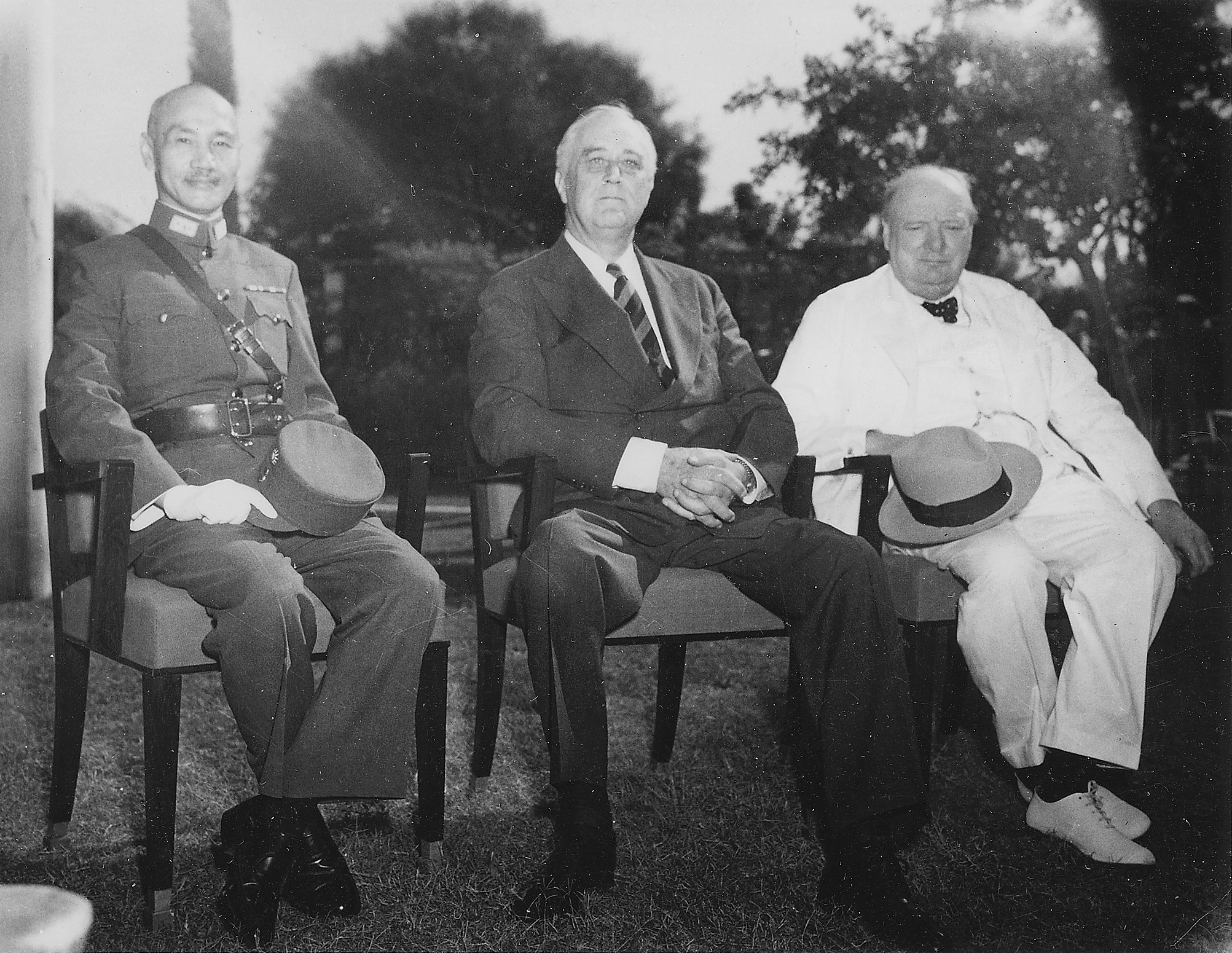
Chiang Kai-shek (Xina), Roosevelt i Winston Churchill (Regne Unit) a la Conferència del Caire de 1943

Com encertadament havia dit Churchill, l'entrada dels Estats Units a la guerra significava que la victòria final de les Potències Aliades estava assegurada. Fins i tot quan la Gran Bretanya estava exhausta a la fi de 1942, l'aliança entre la mà d'obra soviètica i els recursos industrials americans eren l'assegurança per derrotar a Alemanya i al Japó a llarg termini. Però mobilitzar aquests recursos i desenvolupar-los de manera efectiva era una àrdua tasca. Els Estats Units van prendre el punt de vista estratègic de què derrotar a Alemanya, la manera més ràpida era traslladar el seu exèrcit al Regne Unit, envair França a través del Canal de la Mànega i atacar a Alemanya directament des de l'oest. Churchill, temerós de les grans baixes que ocasionaria, preferia una aproximació més indirecta, avançant a través de la Mediterrània, que els aliats dominaven des de 1943, des de Grècia o Itàlia, i avançar després per l'Europa central. Churchill, a més, era conscient que així es bloquejaria l'avanç soviètic per l'Europa central i oriental, una visió estratègica que tant Roosevelt com els seus comandants van rebutjar.
Com que els Estats Units proveïen la major part de la mà d'obra i els fons econòmics, els punts de vista de Roosevelt van prevaldre, i ja des del 1942 es van començar a esbossar els plans per a realitzar una invasió a través del Canal. Però Churchill aconseguí persuadir-lo per a realitzar les invasions del Marroc francès i d'Algèria (Operació Torxa) al novembre de 1942, de Sicília (Operació Husky) al juliol de 1943 i d'Itàlia (Operació Allau) al setembre de 1943. Tot plegat va fer que la invasió de França quedés ajornada fins al 1944. Després del desastre d'Anzio, la invasió d'Itàlia va embossar-se, fent que es desplomessin les expectatives de Churchill i fent que no li quedessin arguments per oposar-se a la invasió pel canal (Operació Overlord), que finalment tingué lloc al juny de 1944. Mentre que la major part de França era ràpidament alliberada, els aliats van ser aturats al desembre pels alemanys al bosc de les Ardenes, fent que la Victòria sobre Alemanya no arribés fins al maig de 1945, a temps perquè la Unió Soviètica hagués ocupat tota l'Europa Oriental i Central fins al riu Elba, enmig d'Alemanya
Mentrestant, al Pacífic, els japonesos avançaven, arribant a la seva màxima extensió al juny de 1942, quan Japó va patir una gran derrota naval davant dels Estats Units a la batalla de Midway. L'avanç japonès cap al sud i el sud-est va quedar aturat a les batalles del Mar del Corall al maig de 1942 i de Guadalcanal, entre agost de 1942 i febrer de 1943. MacArthur i Nimitz van començar un lent i costós progrés a través de les illes del Pacífic, amb l'objectiu de guanyar basses des de les quals la potència estratègica aèria pogués colpejar al Japó i preparar la invasió (si bé això no va ser necessari, donat el bombardeig atòmic sobre el Japó i a la declaració de guerra per part de la Unió Soviètica, fets que van portar a la rendició japonesa al setembre de 1945).

### Plans de postguerra

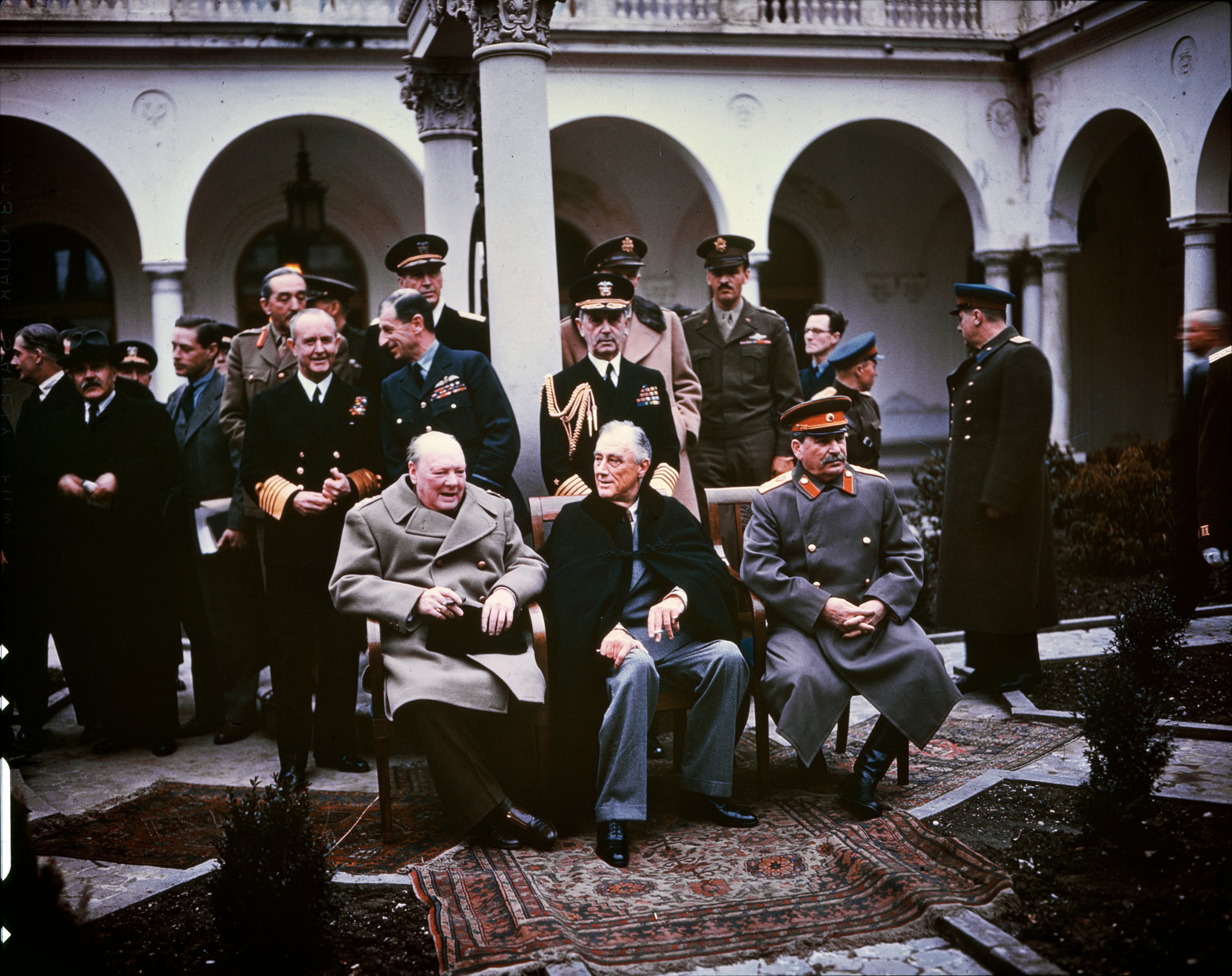
Els "Tres Grans" líders Aliats (d'esquerra a dreta) a Ialta al febrer de 1945: Churchill, Roosevelt i Stalin.

Al final de 1943, semblava que els aliats derrotarien ben aviat a l'Alemanya Nazi, i va ser cada cop més important decidir a un alt nivell polític sobre el curs de la guerra i el futur d'Europa durant la postguerra. Roosevelt es reuní amb Churchill i amb el dirigent xinès Chiang Kai-shek a la Conferència del Caire al novembre de 1943, i d'allà a Teheran per reunir-se amb Churchill i amb Stalin. Allà, li comunicaren al líder soviètic el pla per envair França el 1944, així com els plans de Roosevelt per a una organització internacional per a la postguerra. Stalin es mostrà encantat amb el fet que els aliats occidentals haguessin abandonat tota idea d'endinsar-se als Balcans o a l'Europa central via Itàlia, i va fer costat a la idea de les Nacions Unides de Roosevelt, la qual cosa no representava cap cost per a ell. En aquell moment, tant Roosevelt com Churchill eren molt conscients dels enormes i desproporcionats sacrificis que els soviètics estaven realitzant al Front Oriental, mentre que la invasió de França encara trigaria 6 mesos, per la qual cosa no es van tocar temes polítics que no requerissin una solució immediata, com el futur d'Alemanya i de l'Europa Oriental.
A inicis de 1945, quan els exèrcits aliats avançaven per Alemanya, totes aquestes consideracions ja no podien ser ajornades. Al febrer, Roosevelt, tot i el seu deteriorat estat de salut, viatjà fins a Jalta, a la Crimea soviètica, per a trobar-se de nou amb Churchill i amb Stalin. La Conferència de Jalta sovint és presentada com un moment decisiu de la història moderna, car moltes de les decisions que allà es prengueren van ser reconeixements retrospectius de realitats establertes mitjançant la força de les armes. La decisió dels aliats occidentals de retardar la invasió de França de 1943 a 1944 havia permès a la Unió Soviètica ocupar gairebé tota l'Europa Oriental, incloent-hi Polònia, Romania, Bulgària, Txecoslovàquia i Hongria, així com l'Alemanya Oriental. Després que Stalin controlés totes aquelles zones, hi havia ben poc que poguessin fer Churchill i Roosevelt per evitar la seva dictadura; Stalin, per la seva banda, no perdia el temps i establia governs comunistes controlats per la Unió Soviètica a tots aquells països.
Churchill, tenint present que el Regne Unit havia entrat en guerra el 1939 en defensa de la independència de Polònia, així com de les promeses que se li havien fet al govern a l'exili de Londres, va fer tot el que va poder per acordar que Stalin permetés establir-se un govern no-comunista i permetés unes eleccions lliures a la Polònia alliberada, si bé va ser incapaç d'enfrontar-se a Stalin sobre la mesura de les fronteres poloneses de postguerra. Però Roosevelt no estava interessat a enfrontar-se amb Stalin per dos motius: el primer, perquè creia que el suport soviètic seria essencial per a la projectada invasió del Japó, en la que els caps Aliats temien que tindrien un altíssim nombre de baixes. Roosevelt temia que si Stalin se sentia provocat sobre la qüestió polonesa, podria renegar del seu acord de Teheran sobre entrar en guerra contra el Japó. El segon era que ell veia a les Nacions Unides com la darrera solució pels problemes de postguerra, i temia que el projecte fracassaria sense la cooperació soviètica.

## Quart Mandat i Mort, 1945

### Eleccions de 1944
Tot i que només tenia 63 anys al 1945, la seva salut havia estat en declivi des d'almenys 1940. 20 anys de paràlisi i d'esforços físics passaven la seva factura, així com molts anys d'estrès i una vida de fumador. Se li havia diagnosticat una pressió alta i una malaltia de cor, i se li havia advertit que havia de modificar la seva dieta (però no que deixés de fumar). Si no hagués estat per la guerra, s'hauria retirat a les eleccions de 1944, però donades les circumstàncies no hi havia altra alternativa que presentar-se per a un quart mandat. A la convenció demòcrata, l'oposició a Roosevelt estava molt poc organitzada, i Roosevelt envià un missatge on deia que no es presentaria, a menys que fos triat, i que els delegats eren lliures per votar a qui volguessin. Els delegats van quedar bocabadats, però començaren a cridar "VOLEM ROOSEVELT... EL MÓN VOL ROOSEVELT!". Roosevelt va ser nominat amb 946 vots a favor i 147 en contra.
Previnguts del risc que Roosevelt pogués morir en aquest mandat, s'insistí perquè Henry Wallace, a qui es veia com a massa prosoviètic, deixés la vicepresidència. Si bé s'hi resistí en un inici, al final Roosevelt accedí a substituir Wallace pel desconegut senador Harry Truman. A les eleccions de novembre, el duet Roosevelt & Truman van obtenir el favor del 53% de l'electorat, guanyant en 36 estats, contra el governador de Nova York Thomas Dewey. Després de les eleccions, el Secretari d'Estat més longeu de la història americana, Cordell Hull, es retirà, sent succeït per Edward Stettinius Jr.

### Darrers dies, mort i reputació pòstuma
El President abandonà la Conferència de Jalta el 12 de febrer de 1945, volant cap a Egipte i embarcant-se al USS Quincy al Gran Llac Amarg, prop del Canal de Suez. Allà rebé la visita l'endemà del rei d'Egipte, Farouk I i de Haile Selassie, emperador d'Etiòpia. El 14 de febrer tingué una trobada històrica amb el Rei Abd al-Aziz ibn Saud, el fundador de l'Aràbia Saudita, una trobada que encara avui té un gran significat en les relacions entre els Estats Units i l'Aràbia Saudita. Després d'una trobada final entre Roosevelt i Winston Churchill, el Quincy enfilà cap a Alger, arribant el 18 de febrer, on Roosevelt conferencià amb els ambaixadors americans a Gran Bretanya, França i Itàlia.
Després de la Conferència de Jalta, les relacions entre els aliats occidentals i Stalin es deterioraren ràpidament, igual que la salut de Roosevelt. Quan es dirigí al Congrés després de tornar de Jalta, molts se sorprengueren de la seva aparença d'ancià i de malalt. Va parlar des de la seva cadira de rodes (una concessió sense precedents a la seva incapacitat física), però demostrà seguir en plena lluïdesa: "La Conferència de Crimea va dir, ha de ser el final d'un sistema d'acció unilateral, de les aliances exclusives, de les esferes d'influència, dels equilibris de poder i de tots els altres sistemes que han estat provats durant segles i que sempre han fracassat. Proposem substituir-los per una organització universal dins la qual totes les nacions amants de la pau tinguin finalment l'oportunitat d'unir-se". Molts dels oients van dubtar que la proposta de les Nacions Unides obtingués aquests objectius, però no dubtaven de com n'estava Roosevelt de convençut dels seus ideals. Roosevelt sovint és acusat de confiar cegament en Stalin, però en els darrers mesos de la guerra va seguir una línia més dura. Durant març i abril envià durs missatges a Stalin, acusant-lo de trencar els seus compromisos de Jalta sobre Polònia, Alemanya, els presoners de guerra, etcètera. Quan Stalin acusà als aliats occidentals de preparar una pau per separat amb Hitler a esquenes seves, Roosevelt respongué: "No puc evitar un sentiment de ressentiment cap als seus informadors, siguin els que siguin, per aquestes vils interpretacions de les meves accions o les dels meus subordinats de confiança".

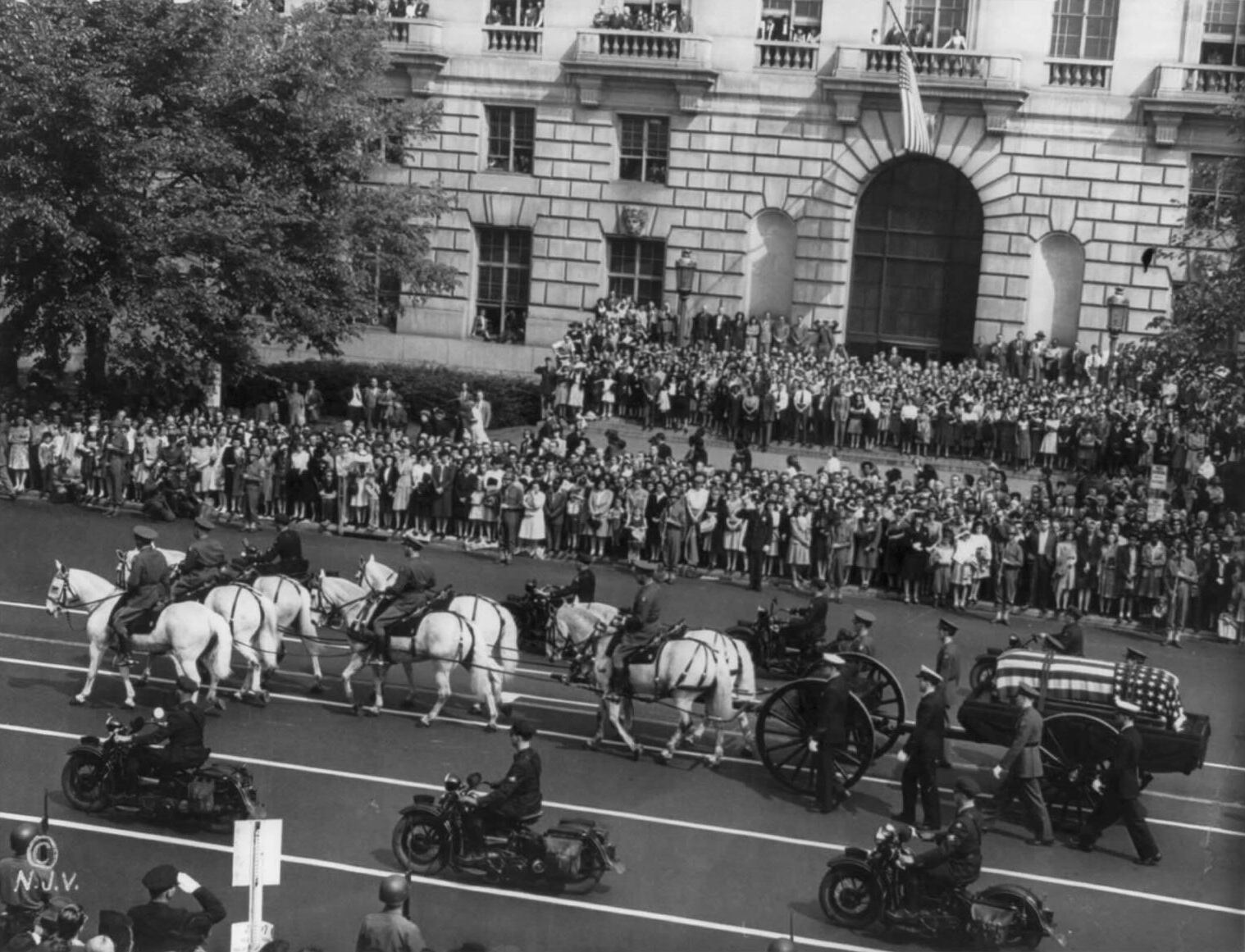
Funeral del president Roosevelt 1945

El 30 de març de 1945, Roosevelt va anar a Warm Springs per descansar abans de la seva aparició prevista pel 25 d'abril, a la Conferència de Fundació de les Nacions Unides. Entre els convidats hi havia Lucy Mercer, la seva amant 30 anys abans (llavors sra. Lucy Ruthefurd), i la pintora Elizabeth Shoumatoff, la qual li estava fent un retrat. El matí del 12 d'abril estava assegut signant cartes. Poc abans de dinar va exclamar "Tinc un terrible mal de cap", va deixar caure la seva ploma i va perdre el coneixement. Va ser portat immediatament al llit i es va constatar sofert una hemorràgia cerebral massiva. A les 3.31 h se certificà la seva mort. El retrat que Shoumatoff li estava fent és conegut com a "Retrat inacabat de Franklin D. Roosevelt".
La seva mort va ser rebuda amb commoció als Estats Units i a tot el món. En una època en què la premsa no es feia ressò de la salut o de la vida privada dels presidents, el declivi de la seva salut era desconegut. Roosevelt havia estat President durant més de 12 anys, molt més que cap altre, agafant el timó del país en una de les seves majors crisis i deixant-lo davant d'un dels seus majors èxits: la victòria total sobre l'Alemanya Nazi i gairebé davant la victòria sobre el Japó.
El 8 de maig, el nou president, Harry Truman dedicà el Dia de la Victòria a Europa i les seves celebracions a la memòria de Roosevelt.

## Llegat
El seu llegat sobrevisqué molts anys: els punts essencials del seu programa domèstic van seguir durant uns 35 anys més, i no va ser fins a Ronald Reagan quan es van abandonar.
Una enquesta entre historiadors el 1999 considerà Abraham Lincoln, George Washington i Franklin D. Roosevelt com els tres majors presidents per un estret marge. Una enquesta del The Washington Post del 2000 mostrà Washington, Lincoln i Roosevelt com els únics "grans" presidents.